# Bulería (album)
Pour les articles homonymes, voir Bulería.
Albums de David Bisbal
Corazón latino Todo por ustedes
Singles
1. Bulería
Sortie : 12 janvier 2004

Bulería est le deuxième album de David Bisbal, sorti en 2004.

## Titres
| No  | Titre               | Auteur                                                                | Durée |
| --- | ------------------- | --------------------------------------------------------------------- | ----- |
| 1.  | Bulería             | Kike Santander, Gustavo Santander                                     | 4:13  |
| 2.  | Permítame señora    | Ángel Martínez                                                        | 4:45  |
| 3.  | Oye el boom         | Kike Santander                                                        | 4:28  |
| 4.  | Esta ausencia       | Kike Santander                                                        | 4:37  |
| 5.  | ¿Cómo olvidar?      | José Miguel Velásquez, Antonio Rayo                                   | 4:34  |
| 6.  | Me derrumbo         | Jess Cates, Aarón Benward * adaptation : David Bisbal, Felipe Pedroso | 4:11  |
| 7.  | Camina y ven        | Kike Santander                                                        | 4:22  |
| 8.  | Se acaba            | Kike Santander, Ricardo Montaner                                      | 3:55  |
| 9.  | Ángel de la noche   | Kike Santander                                                        | 3:26  |
| 10. | Desnúdate mujer     | Kike Santander, José Miguel Velásquez                                 | 4:41  |
| 11. | Condenado a tu amor | Kike Santander                                                        | 4:29  |
| 12. | Amores del sur      | Markus Johannes Katier, Gabriel Oré, Sergio Domínguez                 | 3:50  |